# Yves
Ha Soo-young (hangul: 하수영; Busan, 24 de maio de 1997), mais conhecida como Yves (hangul: 이브), é uma cantora, compositora e dançarina sul-coreana. Estreou como a nona integrante do grupo feminino LOOΠΔ em novembro de 2017, ocupando também a posição de líder do subgrupo LOOΠA/yyxy.

## Vida pessoal
Ha Soo-young nasceu em 24 de maio de 1997 em Busan, Coreia do Sul, onde viveu até concluir o ensino fundamental, quando se mudou para Yangsan, na província de Gyeongsangnam-do, também na Coreia do Sul.
Desde o jardim de infância, ela demonstrava o desejo de se tornar cantora, expressando esse sonho por meio de desenhos em que aparecia dançando e segurando um microfone. Esse interesse se intensificou ainda mais em 2007, quando assistiu à apresentação de estreia do grupo Wonder Girls com a música "Irony". Soo-young fez parte da academia de dança "Dance Up Academy", em Busan. Em outubro de 2015, ela fez sua primeira aparição no canal do YouTube da academia de dança em vídeo intitulado "Dance Up Jr: K-Pop Cover Dance".
Em 2017, se tornou uma modelo de prova para a marca de roupas sul-coreana MariShe. Suas fotos foram publicadas no site da marca pela primeira vez em 2 de maio. Antes de assinar o contrato de agenciamento com a sua primeira gravadora, BlockBerry Creative, Yves fez parte de um grupo de dança que pertencia a Dream Vocal & Dance Academy, em Seul. Yves disse que se juntou a eles secretamente, pois a sua mãe não a apoiaria. Yves foi vista pela última vez com o grupo de dança um mês antes de seu debut, em outubro de 2017, quando lançaram um cover de Signal do grupo Twice.
Em 24 de outubro de 2017, um blog postou uma mensagem de felicitações para Ha Soo Young por ter passado na audição da Polaris Entertainment. Em algum momento após setembro daquele ano, Yves foi aceita como trainee na Polaris Entertainment. Como outras integrantes do LOOΠΔ, ela foi transferida para a gravadora BlockBerry Creative, subsidiária da Polaris, para se juntar ao grupo. A estreia de Yves ocorreu 34 dias após a sua aprovação nas audições.

## Carreira

### 2017: Revelação
Como as demais integrantes do grupo LOOΠΔ, Yves foi revelada ao público como a nova Garota do Mês por meio de um poster com a legenda "Who's Next Girl" e um quadro branco para marcar o espaço em que seria relevado o seu nome artístico, publicado nas contas oficiais do grupo em 6 de novembro de 2017. No dia 13, Yves teve o seu nome artístico e imagem relevadas aos fãs. Em 23 de novembro, o teaser de seu debut solo foi publicado. O EP de estreia, Yves, foi lançado cinco dias depois. O nome “Yves” é escrito e pronunciado em hangul como “Eve”, o que, inicialmente, foi definido com o objetivo de integrá-la o conceito de universo compartilhado do seu grupo. Como outras referências bíblicas que compõem o conceito do grupo, Yves representa a figura de Eva.

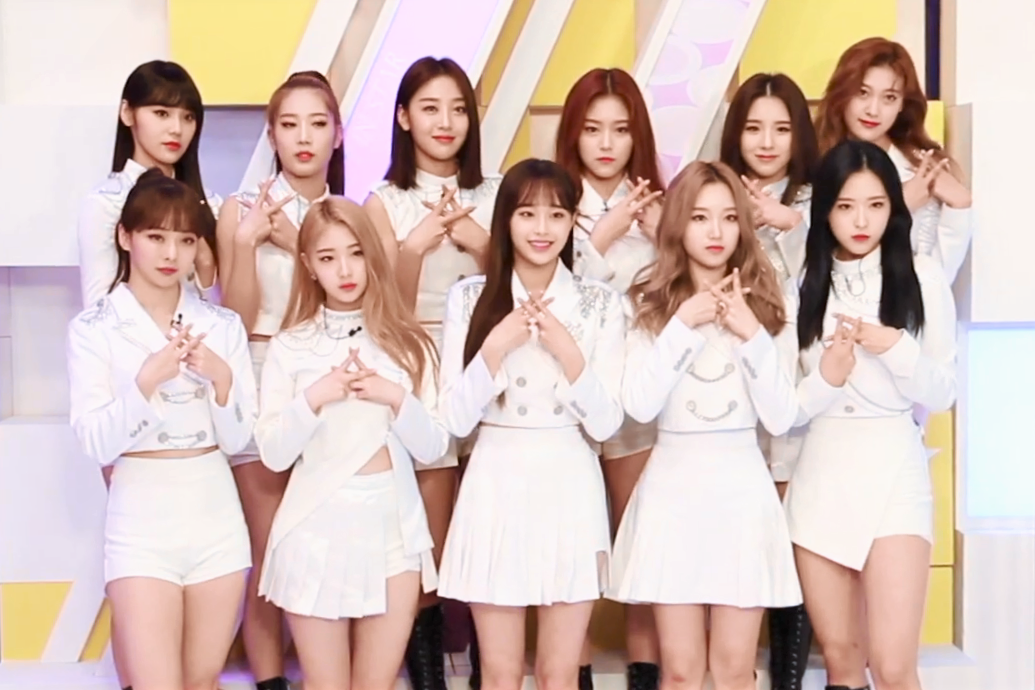
LOONA no programa Fact iN Star da emissora TBS em 2020.

### 2018: Debut (LOOΠΔ/yyxy e grupo completo)
Em 30 de maio de 2018, Yves estreou no subgrupo LOOΠΔ/yyxy junto as integrantes Chuu, Go Won e Olivia Hye, ocupando a posição de líder. O lançamento do EP beauty&thebeat, que contou com a participação da cantora canadiana Grimes na faixa 'love4eva', atraiu novos públicos para o grupo, sendo este o lançamento mais popular antes da estreia em formação completa. A formação com 12 integrantes do LOOΠΔ estreou em 19 de agosto de 2018 com a realização do concerto LOONAbirth e o lançamento do álbum [+ +] no dia seguinte.

### 2019: [X X], The Gashinas
Em fevereiro de 2019, durante o primeiro dia do concerto LOONAVERSE, Yves sofreu uma pequena lesão no nariz devido a um acidente envolvendo outra integrante do grupo, Yeojin. Ela conseguiu se apresentar durante o resto do show. No segundo dia, Yves teve que se abster de dançar, porém, ela ainda participou do show cantando suas partes. Ela foi responsável por dar ideias para a coreografia da música Satellite, faixa do álbum [X X]. Yves participou do programa de variedades 'The Gashinas' ao longo de 4 episódios que foram exibidos em maio de 2019.

### 2023: Saída do LOONA e projetos futuros
Em 16 de junho de 2023, todas as integrantes do LOOΠΔ deixam a gravadora do grupo, BlockBerry Creative, após uma decisão judicial favorável sobre a suspensão dos seus contratos.
No mês seguinte, parte das integrantes (Hyunjin, Yeojin, Vivi, Gowon e Hyeju) assinam contratos de exclusividade com a gravadora CTDENM, formando o Loossemble. Em agosto, o lançamento do EP de estreia do grupo, "Loossemble", é anunciado, contando com a faixa "Strawberry Soda" que foi produzida por Yves (juntamente com outros colaboradores da NiNE Music) como forma de um presente para o grupo.

### 2024: Debut solo, I Did e turnê solo
Em 13 de março de 2024, a agência PAIX PER MIL anunciou que Yves assinou um contrato exclusivo com a empresa para a sua estreia solo. Em 20 de maio de 2024, é anunciado o lançamento de seu primeiro EP "LOOP" para o dia 29 do mesmo mês, contendo 4 músicas. LOOP atraiu atenção global, alcançando o primeiro lugar nas paradas de álbuns do iTunes em dez territórios. Ainda no mesmo ano, no dia 14 de novembro é lançado seu segundo EP: "I Did", contendo como a faixa título "Viola". O seu segundo EP alcançou a quarta posição na parada de álbuns mundial do iTunes e foi bastante elogiado pela mídia, em parte por conta de suas influências na música alternativa e hyperpop.
Ao incluir [I Did] na oitava posição da lista de 25 melhores álbuns de k-pop de 2024, publicado na revista Billboard, a jornalista Abby Webster afirmou que Yves "tem grandes projetos no horizonte, e ela sabe disso: “You know I fly high, just feel it/ I'mma go far, just give me a minute” (Você sabe que eu voo alto, apenas sinta/ Eu vou longe, apenas me dê um minuto), Yves canta no single principal inspirado em A.G. Cook, ‘Viola’ é um testemunho das sérias habilidades estéticas da solista em ascensão. Na sequência dessa marreta sônica vem a segunda parte do disco com as amalucadas “Hashtag” e “Gone Girl”. O encerramento de I Did ocorre com a faixa “DIM” que está realmente em outro nível - a parte final do instrumental é de chorar, pois não há palavras [para descrevê-lo]."
A versão deluxe do EP, intitulada I Did: Bloom, foi lançada em 17 de janeiro de 2025, contendo duas novas músicas. Em 14 de fevereiro de 2025, Yves anunciou a sua primeira visita a América Latina por meio da turnê Apple Cinnamon Crunch Tour, que havia passado anteriormente pela América do Norte e Europa. O único show realizado no Brasil aconteceu em 11 de abril, na cidade de São Paulo.

## Discografia

### Álbuns, EPs e singles
| Ano  | Álbum                 | Tipo               | Vendas |
| ---- | --------------------- | ------------------ | ------ |
| 2017 | Yves                  | Álbum de single    | 14,023 |
| 2024 | Breath (한숨)         | Trilha sonora      | -      |
| 2024 | [LOOP]                | Extended play (EP) | 20,460 |
| 2024 | I Did                 | Extended play (EP) | 27,094 |
| 2024 | Tik Tok               | Álbum de single    | -      |
| 2025 | I Did: Bloom (Deluxe) | Reedição           | -      |
| 2025 | DIM ∞                 | Álbum de remixes   | -      |

### Participações ou duetos
| Ano  | Álbum              | Música        | Artistas                       |
| ---- | ------------------ | ------------- | ------------------------------ |
| 2017 | The Carol 2.0      | The Carol 2.0 | ViVi, Choerry, Yves            |
| 2017 | Chuu               | Girl's Talk   | Chuu, Yves                     |
| 2021 | Maxis by Ryan Jhun | Not Friends   | Heejin, Kim Lip, Jinsoul, Yves |

## Composições
| Ano  | Álbum         | Música          | Artista    | Compositores                        |
| ---- | ------------- | --------------- | ---------- | ----------------------------------- |
| 2022 | Flip That     | Playback        | LOOΠΔ      | Yves, Jinli (진리), Haseul, Kim Lip |
| 2023 | Loossemble    | Strawberry soda | Loossemble | Yves                                |
| 2024 | One of a Kind | Truman Show     | Loossemble | Yves, Min!n’, Go Won                |

## Concertos e turnês

### Apresentações solo
| Título                       | Data       | Álbum associado | Local do evento                      |
| ---------------------------- | ---------- | --------------- | ------------------------------------ |
| Yves 1st FAN SHOWCASE [LOOP] | 29/05/2024 | LOOP            | Ilchi Art Hall (Seul, Coreia do Sul) |

### Turnês mundiais
| Título                     | Início     | Fim        | Nº de shows | Artista convidado |
| -------------------------- | ---------- | ---------- | ----------- | ----------------- |
| Apple Cinnamon Crunch Tour | 04/12/2024 | 11/04/2025 | 12          | blah (블라)       |

### Participações em eventos
| Título                             | Data       |
| ---------------------------------- | ---------- |
| 2024 4SEIDON Water Music Festival  | 03/08/2024 |
| ONE UNIVERSE FESTIVAL 2024         | 25/08/2024 |
| The 15th INK Incheon K-pop Concert | 07/09/2024 |
| MU:CON Seoul 2024                  | 27/09/2024 |

## Videografia

### Aparições em M/V
| Ano  | Nome                   | Artista             |
| ---- | ---------------------- | ------------------- |
| 2017 | New                    | Yves                |
| 2017 | The Carol 2.0          | Vivi, Choerry, Yves |
| 2017 | Heart Attack           | Chuu                |
| 2018 | One & Only             | Go Won              |
| 2018 | Egoist (feat. JinSoul) | Olivia Hye          |
| 2018 | love4eva               | LOOΠΔ/yyxy          |
| 2018 | favOriTe               | LOOΠΔ               |
| 2018 | Hi High                | LOOΠΔ               |
| 2019 | Butterfly              | LOOΠΔ               |
| 2020 | So What                | LOOΠΔ               |
| 2020 | Why Not                | LOOΠΔ               |
| 2020 | Star                   | LOOΠΔ               |
| 2021 | Not Friends            | LOOΠΔ               |
| 2021 | PTT (Paint The Town)   | LOOΠΔ               |
| 2021 | Hula Hoop              | LOOΠΔ               |
| 2022 | Flip That              | LOOΠΔ               |
| 2022 | Luminous               | LOOΠΔ               |
| 2024 | LOOP                   | Yves                |
| 2024 | Viola                  | Yves                |
| 2025 | White Cat              | Yves                |

## Filmografia

### Programas de variedades
| Ano  | Nome                                                                                            | Canal                            | Função           |
| ---- | ----------------------------------------------------------------------------------------------- | -------------------------------- | ---------------- |
| 2019 | The Gashinas                                                                                    | MBC                              | Elenco principal |
| 2019 | Dingo Chart Show                                                                                | Dingo Movie (YouTube)            | Convidada        |
| 2020 | Idol Chart EP.1: Pt.1 Pt.2 Pt.3                                                                 | Idol Chart (YouTube)             | Convidada        |
| 2020 | Knowing Bros EP.226                                                                             | JTBC                             | Convidada        |
| 2020 | MMTG EP.110 & EP.111                                                                            | MMTG / Civilisation Express (YT) | Convidada        |
| 2020 | Fact iN Star: Pt.1 Pt.2 w/ Yeorry                                                               | tbs Fact iN Star (YouTube)       | Special MC       |
| 2020 | Fact iN Star: Ryu Sujeong                                                                       | tbs Fact iN Star (YouTube)       | Special MC       |
| 2020 | Fact iN Star: Secret Number                                                                     | tbs Fact iN Star (YouTube)       | Special MC       |
| 2020 | Fact iN Star: Yubin                                                                             | tbs Fact iN Star (YouTube)       | Special MC       |
| 2020 | Fact iN Star: DIA                                                                               | tbs Fact iN Star (YouTube)       | Special MC       |
| 2020 | Fact iN Star: Nature                                                                            | tbs Fact iN Star (YouTube)       | Special MC       |
| 2020 | Guy who cooks meat for you / 고꾸남: EP.6-1                                                     | Jerry Company (YouTube)          | Convidada        |
| 2020 | Fact iN Star: Weki Meki                                                                         | tbs Fact iN Star (YouTube)       | Special MC       |
| 2020 | Guy who cooks meat for you / 고꾸남: EP.6-2                                                     | Jerry Company (YouTube)          | Convidada        |
| 2020 | Fact iN Star: Golden Child                                                                      | tbs Fact iN Star (YouTube)       | Special MC       |
| 2020 | Guy who cooks meat for you / 고꾸남: EP.6-3                                                     | Jerry Company (YouTube)          | Convidada        |
| 2020 | Fact iN Star: Weeekly                                                                           | tbs Fact iN Star (YouTube)       | Special MC       |
| 2020 | Fact In Star: Eric Nam                                                                          | tbs Fact iN Star (YouTube)       | Special MC       |
| 2020 | Fact In Star: Jeongsewoon                                                                       | tbs Fact iN Star (YouTube)       | Special MC       |
| 2020 | Fact In Star: Rocket Punch                                                                      | tbs Fact iN Star (YouTube)       | Special MC       |
| 2020 | Fact In Star: ONF                                                                               | tbs Fact iN Star (YouTube)       | Special MC       |
| 2020 | Fact In Star: Cherry Bullet                                                                     | tbs Fact iN Star (YouTube)       | Special MC       |
| 2020 | Fact In Star: Cravity                                                                           | tbs Fact iN Star (YouTube)       | Special MC       |
| 2020 | Fact In Star: B.O.Y                                                                             | tbs Fact iN Star (YouTube)       | Special MC       |
| 2020 | Fact In Star: ACE                                                                               | tbs Fact iN Star (YouTube)       | Special MC       |
| 2020 | Fact In Star: Mun Ik e Jong Hyeong (DONGKIZ), Yoojung e Junji (OnlyOneOf) e Jisu e Kyunho (TOO) | tbs Fact iN Star (YouTube)       | Special MC       |
| 2020 | Fact In Star: MOONBIN&SANHA                                                                     | tbs Fact iN Star (YouTube)       | Special MC       |
| 2020 | Fact In Star: Very Very                                                                         | tbs Fact iN Star (YouTube)       | Special MC       |

### Radio shows
| Ano  | Nome                                                 | Canal        | Função     |
| ---- | ---------------------------------------------------- | ------------ | ---------- |
| 2018 | SBS Love FM “Kim Chang Ryul’s Old School” Radio: ENG | SBS Love FM  | Convidada  |
| 2018 | SBS Power FM “NCT’s Night Night”: ENG                | SBS Power FM | Convidada  |
| 2020 | MBC IDOL RADIO EP.502                                | MBC Radio    | Special DJ |
| 2020 | SBS Love FM “Brother's Radio”: ENG                   | SBS Love FM  | Convidada  |
| 2020 | MBC IDOL RADIO EP.535                                | MBC Radio    | Special DJ |
| 2020 | SBS Power FM “Lee Joon's Youngstreet”: ENG           | SBS Power FM | Convidada  |

### Apresentações musicais
| Ano  | Nome                                                  | Canal     | Função            |
| ---- | ----------------------------------------------------- | --------- | ----------------- |
| 2024 | [4K] Yves - “Afterglow” Band LIVE Concert [it’s Live] | it's Live | Artista convidada |
| 2025 | YVES - see you in hell \| Live from Vevo Studios      | Yves      | Artista convidada |
| 2025 | YVES - Hashtag \| Live from Vevo Studios              | Yves      | Artista convidada |